# Manfred Mohr
Manfred Mohr (Stuttgart, 31 oktober 1937) is een Duits autocoureur. Hij won het Duitse Formule 3-kampioenschap in 1971. Ook schreef hij zich in voor de 24 uur van Le Mans in 1974 voor het team BMW Jolly Club met als teamgenoten Martino Finotto en Carlo Facetti, maar zij haalden de finish niet en werden als dertigste geklasseerd. Ook in 1974 schreef hij zich eenmaal in voor een Formule 1-race, zijn thuisrace van dat jaar voor het team Brabham, maar hij was op het moment van de race niet aanwezig op de Nürburgring en startte de race niet. Mohr kwam ook in het ETCC uit, waar hij derde werd in het kampioenschap van 1974.